# Plataforma d'Afectats per la Hipoteca
|  | Aquest article tracta sobre l'organització per l'habitatge digne. Si cerqueu el compost orgànic, vegeu «Hidrocarbur aromàtic policíclic». |

La Plataforma d'Afectats per la Hipoteca (PAH) (també en castellà Plataforma de Afectados por la Hipoteca o en basc Hipotekarengatik Kaltetutakoen Plataforma) és un moviment social pel dret a l'habitatge digne sorgit el febrer de 2009 a Barcelona i present a tot l'Estat espanyol. Està englobada en el marc de la crisi hipotecària de 2007 de 2008 que va ser el desencadenant de la crisi financera espanyola i de les posteriors protestes d'Espanya de 2011–2012. Forma part del Moviment del 15-M, sorgit posteriorment.
Agrupa persones amb dificultats per pagar la hipoteca o que es troben en procés d'execució hipotecària i persones solidàries amb aquesta problemàtica. Es defineix com «un grup de persones apartidista que […] davant la constatació que el marc legal actual està dissenyat per garantir que els bancs cobrin els deutes, mentre que deixa desprotegides a les persones hipotecades que per motius com l'atur o la pujada de les quotes no poden fer front a les lletres». És un moviment horitzontal, no violent, assembleari i apartidista.
Es reuneix de manera assembleària per exposar els diferents casos dels afectats, oferir assessorament i ajuda mútua per trobar suports tant pràctics com emocionals. El moviment V de Vivienda es considera antecedent de la PAH.

## Context
Entre 1996 i el 2006 el preu de l'habitatge a Espanya es va incrementar al voltant d'un 180%, molt per sobre dels salaris, fet que va portar a una situació en què els ciutadans destinen una gran part de seu sou a la despesa en habitatge. En aquesta època, el col·lectiu Promoció d'Habitatge Realment Públic (PHRP) tenia el mateix camp d'actuació que la PAH en defensa del dret a l'habitatge.
La bombolla immobiliària va ser l'origen de la pujada dels preus, fenomen causat per factors com l'escassetat d'habitatge de lloguer (85% del total d'habitatges són destinats a la propietat, mentre que aquesta taxa és del 61% a la resta d'Europa) i l'existència d'un parc de tres milions de cases buides, el que correspon amb un 20% del total.
Tot i això Espanya és un dels estats d'Europa amb menor taxa de lloguer, fet atribuït a una política fiscal que afavoreix la compra i a la indefensió dels propietaris dels pisos davant de llogaters indesitjables. L'augment del preu de l'habitatge s'ha realimentat amb processos de corrupció urbanística i especulació.
Des de la crisi financera global del 2007-2012 l'augment de la desocupació ha disparat els índexs a xifres superiors al 20%, que, juntament amb la pujada de les hipoteques per l'Euribor, ha causat la impossibilitat de milers de famílies per fer-se càrrec del pagament de la hipoteca de l'habitatge. Des de 2007, més de 350.000 famílies s'han quedat sense casa, embargades per impagament de la hipoteca, causant així el consegüent desnonament. Després de la subhasta de l'habitatge, les cases tornen a ser taxades per sota del seu preu inicial de taxació, tenint els propietaris de fer front al pagament de la diferència sense disposar de l'ús de l'immoble.
L'increment de població immigrada i l'arribada massiva de turistes ha provocat una crisi de preus de l'habitatge i generalitzat la desviació de l'habitatge residencial a usos turístics i al lloguer de temporada per a evitar aplicar la contenció de rendes.

## Història
El 22 de febrer del 2009, la Plataforma d'Afectats per la Hipoteca (PAH) va celebrar la seva primera assemblea a la Casa de la Solidaritat del Raval de Barcelona, impulsada per Ada Colau i Adrià Alemany, de V de Vivienda, Ernest Marco i Guillem Domingo, de l'Ateneu Candela de Terrassa, i Lucía Martín i Lucía Delgado, i progressivament es va anar estenent per Catalunya i la resta de l'estat espanyol.
El febrer de 2025, juntament amb l'Associació del Sindicat de Llogaters i Llogateres va crear la Confederació Sindical d'Habitatge de Catalunya.

## Campanyes

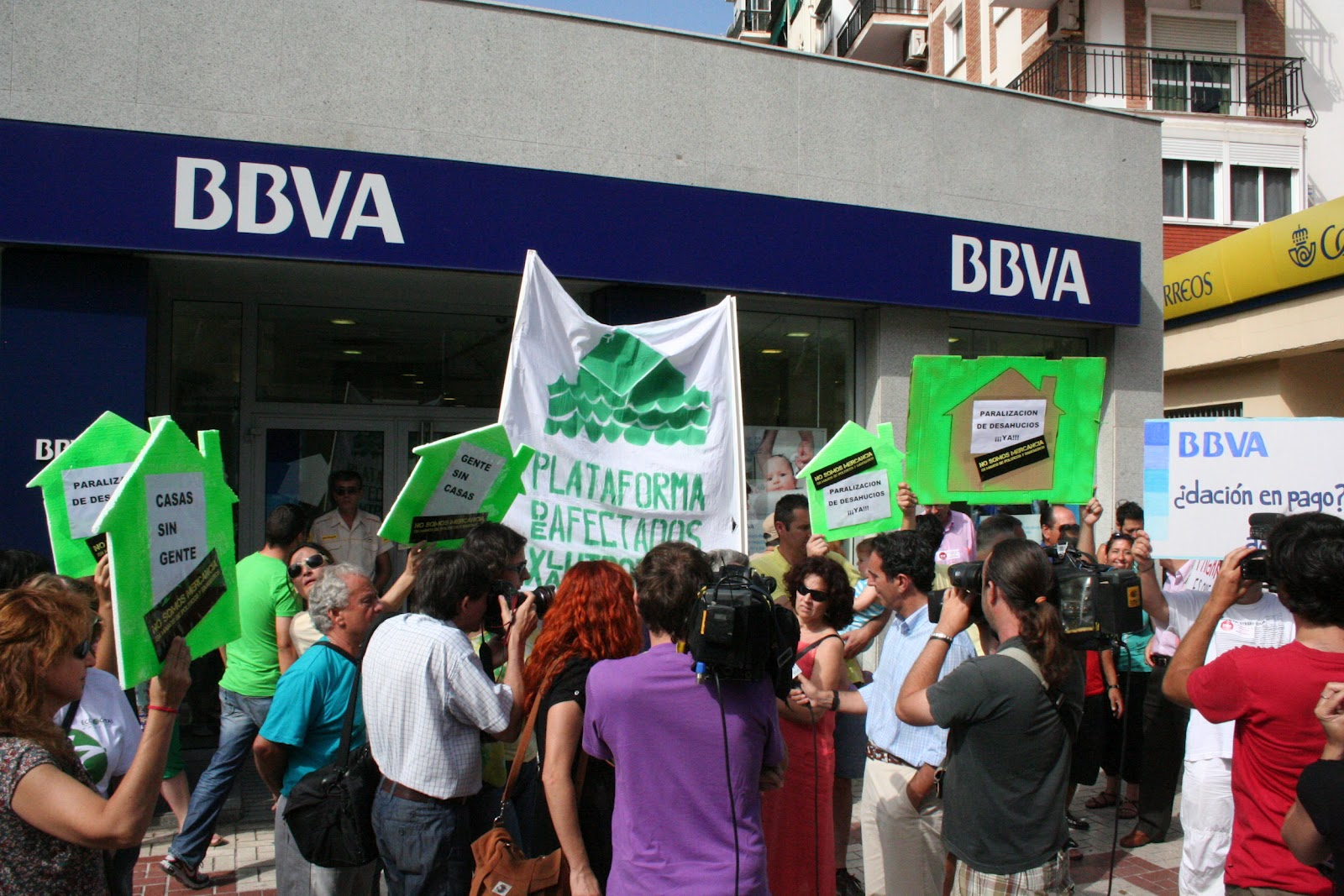
Protesta davant d'una sucursal del BBVA per la dació en pagament d'una hipoteca.

La PAH va engegar una campanya de pressió vers els bancs que consistia a enganxar cartells a les oficines bancàries, amb missatges com «Aquest banc enganya, estafa i fa fora gent de casa seva», per assenyalar les sucursals que es neguin a negociar amb l'afectat una solució que consideri raonable.

### Stop Desnonaments
La plataforma realitzà accions de desobediència civil i de resistència passiva davant de les execucions i notificacions de desnonament realitzant concentracions davant les portes de la casa dels afectats impedint el pas dels agents judicials. Aquesta campanya s'inicià el novembre de 2010, amb un desnonament aturat a la Bisbal del Penedès, i fins al març de 2013 van aturar més de 600 desnonaments a tot l'Estat espanyol.

### Dació en pagament
La dació en pagament consisteix en el lliurament de l'habitatge per a la cancel·lació del deute hipotecari en cas de residència habitual i deutors de bona fe. El juny de 2010, la PAH i l'Observatori DESC traslladaren al Congrés dels Diputats espanyol una proposta de modificació de llei que fou rebutjada pel PP i el PSOE. S'hi sumaren col·lectius socials i organitzacions sindicals i van posar en marxa una ILP per recollir signatures de suport i presentar de nou la proposta de la PAH al Congrés dels Diputats. El 12 de febrer de 2013 el Congrés dels Diputats va aprovar tramitar la ILP amb la dació en pagament amb caràcter retroactiu, l'ampliació de la moratòria per als desnonaments i l'ampliació de la base d'habitatges socials ja aprovada pel govern.

### Obra Social La PAH
Davant la creixent onada de desnonaments la Plataforma proposa una campanya que persegueix l'apropiació ciutadana dels habitatges buits en mans d'entitats financeres fruit d'execucions hipotecàries. En els casos en què les concentracions ciutadanes de Stop Desnonaments no paralitzin els desallotjaments, la PAH vol donar cobertura a les famílies per ocupar habitatges de les que han estat desallotjats. Aquesta campanya té un triple objectiu: recuperar la funció social d'un habitatge buit per garantir que la família no quedi al carrer, aguditzar la pressió sobre les entitats financeres perquè acceptin la dació en pagament i forçar les administracions públiques a adoptar d'una vegada per totes les mesures necessàries per garantir el dret a un habitatge.
El títol d'aquesta campanya és una paròdia de l'Obra Social La Caixa.

## Territorials
El grup de Sabadell es va fundar al març del 2011 i treballen per aturar desnonaments, negociant amb els bancs dacions en pagament i per canviar les lleis de l'habitatge.
Des de llavors, han parat centeners de desnonaments, firmat centenars de dacions i ajudat a expulsions, a més de dos centenars de famílies. Estan formats per diferents departaments, com Accions (que explica el que han fet i on ho han fet), Comissió de jutjats (fan acompanyament jurídic), APE (assessorament del subministrament), entre d'altres. Per tant, tots són voluntaris i organitzen una assemblea setmanalment (dimecres a les 19h), amb un ordre del dia, que pretén esclarir totes les accions que han de fer, tractar temes que poden haver quedat pendents i tractar temes nous de casos que van sorgir amb aquest tipus de problemàtiques i motivar, amb aquells casos ja resolts. Al llarg del 2015, la PAH de Sabadell va aturar 80 desnonaments. També va alliberat quatre immobles per aquelles persones que han estat desallotjades pels bancs que estaven desocupades des de fa més de cinc anys i en possessió del bancs, que no li donaven cap utilitat. Va ocupar durant 18 dies, les oficines centrals del BBVA, ubicades al carrer Alfons XII (Sabadell) amb quaranta activistes. Van aconseguir que el BBVA canviés la seva estratègia. De manera sistemàtica, en casos de desnonaments amb aval, el BBVA reclamava els dos habitatges. Amb la pressió de 56 oficines, van aconseguir que de cap manera, el banc BBVA, es quedés amb l'habitatge en caució dels 10 casos que estaven en risc.

## Premis i reconeixements
L'any 2012 guanyà el Premi Català de l'Any Mercè Conesa a la millor iniciativa solidària. El discurs de la seva portaveu, Ada Colau, durant la recollida del premi no fou emès per TV3 aprofitant que es feia en fals directe, fet que fou qualificat d'acte de censura.
L'any 2013 guanyà el Premi Ciutadà Europeu, atorgat pel Parlament Europeu. Com a reacció, el Partit Popular, de mans de l'eurodiputat Carlos Iturgaiz, reclamà la seva retirada per tractar-se d'un «veritable escàndol» i acusà la PAH d'«organització violenta».
L'any 2013 guanyà el Premi Pere Casaldàliga per la solidaritat que atorga el Festival Internacional de Cinema Solidari de Navarcles Clam en reconeixement de la seva tasca solidària i social.